# سیارک ۱۱۱۰۸
سیارک ۱۱۱۰۸ (به انگلیسی: 11108 Hachimantai، نامگذاری:1995UJ6) یازده هزار و صد و هشتمین سیارک کشف شده‌است که در ۲۷ اکتبر ۱۹۹۵ کشف شد.
قدر مطلق سیارک برابر ۳۰.۹ است.